# Beatmania IIDX 5th style
Beatmania IIDX 5th style est un jeu de rythme qui fait partie de la série des Beatmania IIDX.

## Système de jeu
Il consiste en un contrôleur style DJ avec 7 touches et une table tournante. 
Le but du jeu est d'appuyer sur les touches dans le bon timing.

## Nouveautés
Beatmania IIDX 5th Style introduit le modificateur Auto-scratch, de même que deux nouveaux modes de hausse de vitesse : « High speed 2 » et « High speed 3 ».
C'est aussi le premier jeu de la série à avoir des chansons de niveau 7 clignotant, plus difficile que les niveaux 7 réguliers.

## Liste des chansons
Voici la liste des chansons de ce mix classées par ordre alphabétique :
À noter
- Les difficultés sont sur une échelle de 1 à 7
- Plusieurs chansons n'ont pas de difficulté another
- Si la chanson contient différents BPM (Battement par minute) ils sont indiqués dans l'ordre des changements de vitesse

| Titre                                | Artiste                            | Genre              | Beginner | Light7 | 7Keys | Another7 | BPM           |
| ------------------------------------ | ---------------------------------- | ------------------ | -------- | ------ | ----- | -------- | ------------- |
| .59                                  | dj Taka                            | Chill Out          | 2        | 4      | 6     | 6        | 134           |
| 1989                                 | Osamu Kubota                       | Rock Opera         | 3        | 4      | 6     | .        | 88            |
| 250 BPM                              | Akira Yamaoka                      | Gabba              | 3        | 5      | 7     | 7        | 250           |
| 5.1.1.                               | dj nagureo                         | Piano Ambient      | 1        | 1      | 1     | .        | 101           |
| Absolute                             | dj Taka                            | Epic Trance        | 3        | 5      | 7     | .        | 144           |
| Abyss                                | dj Taka                            | Intelligance       | 3        | 5      | 6     | 6        | 142           |
| Be In My Paradise                    | JJ COMPANY                         | Soul Classic Balad | 1        | 1      | 2     | .        | .             |
| c-r-a-c-k-ER                         | Gwashi                             | Hip Hop            | .        | 3      | 4     | 4        | .             |
| Come With Me                         | Good-cool feat. Aundria L. Hopkins | House              | 2        | 4      | 5     | 5        | 125           |
| Deadline                             | Dutch Force                        | Trance             | 1        | 3      | 5     | 5        | 137           |
| Dengue                               | Mackey                             | Oriental Ambient   | .        | 3      | 4     | 4        | .             |
| Diamond Jealousy                     | Akira Yamaoka                      | Cyber Rock         | 2        | 5      | 6     | .        | 190           |
| Dune                                 | napakick feat. Taja                | Triphop            | .        | 3      | 4     | 4        | .             |
| DXY!                                 | TaQ                                | Techno             | 3        | 6      | 7     | 7        | 148           |
| Entrance                             | Kobo Project with Masa             | Techno             | .        | 4      | 6     | 6        | .             |
| Era (nostalmix)                      | TaQ                                | Drum'n'Bass        | 3        | 5      | 7     | 7        | 179-89-179-90 |
| Estella                              | Osamu Kubota                       | Spanish Waltz      | 3        | 4      | 6     | .        | 114           |
| Flash of Love                        | good-cool feat. Mickin'Tackin'     | J-Disco            | 2        | 4      | 5     | 5        | 113           |
| g.m.d.                               | DJ Mazinger featuring Muhammad     | Hip Hop            | 1        | 1      | 2     | 2        | 100           |
| Give Me a Sign                       | Shoichiro Hirata feat. "Red"       | 2Step              | 3        | 4      | 6     | .        | 126           |
| Gradiusic Cyber                      | Taka                               | Digi-Rock          | 3        | 5      | 6     | 6        | 160           |
| Hitch Hiker 2                        | Good-cool                          | Warp House         | 3        | 4      | 6     | 6        | 137           |
| I Was The One                        | Good-cool                          | Italo House        | 2        | 2      | 3     | 3        | 124           |
| IIDX                                 | DJ Simon                           | Hip Hop            | 2        | 3      | 4     | 4        | 110           |
| In My Eyes                           | ric                                | Trance             | 2        | 5      | 6     | 6        | 142           |
| Indigo Vision (full flavour mix)     | TaQ                                | Goa Trance         | 3        | 3      | 5     | 5        | 154           |
| Insertion                            | Naoki Underground                  | Euro Trance        | 2        | 4      | 6     | 6        | 139           |
| Kiss Me All Night Long               | NAOKI J-STYLE feat.MIU             | J-Euro Pop         | 3        | 5      | 6     | 6        | 155           |
| Leading Cyber                        | dj Taka                            | Digi-Rock          | 3        | 4      | 6     | 6        | 149           |
| Love Again Tonight (for Melissa mix) | Naoki feat Paula Terry             | Hyper Eurobeat     | 2        | 4      | 5     | 5        | 150           |
| Love is Dreaminess                   | L.E.D.-G VS GUHROOVY               | Happy Hardcore     | .        | 5      | 6     | .        | .             |
| Love Will...                         | riewo                              | Trance             | 2        | 3      | 4     | 4        | 144           |
| Make Your Move                       | Good-cool                          | Funk               | 2        | 3      | 4     | 4        | 119           |
| Mobo*Moga                            | Orange Lounge                      | French Pop         | 2        | 5      | 6     | 6        | 172           |
| More Deep (Ver.2.1)                  | Togo project feat. Sana            | 2Step              | .        | 3      | 5     | 5        | .             |
| Outer Wall                           | sampling masters                   | Techno             | 3        | 5      | 6     | 6        | 149           |
| Over the Clouds                      | Lala Moore                         | House              | 2        | 3      | 5     | 5        | 128           |
| Prat Fall                            | Spon                               | Digi-Rock          | .        | 4      | 5     | 5        | .             |
| Presto                               | Osamu Kubota                       | Piano Ambient      | 2        | 3      | 7     | 7        | 135           |
| QQQ                                  | TaQ                                | Techno             | 2        | 5      | 7     | 7        | 155           |
| Radical Faith                        | TaQ                                | Big Beat           | 3        | 5      | 6     | 6        | 114           |
| Real                                 | Aya                                | Drum'n'Bass        | 3        | 5      | 6     | 6        | 200           |
| Regulus                              | DJ.W                               | Instrumental       | 3        | 6      | 7     | 7        | 128           |
| Remember You                         | NM feat.Julie                      | Ballad             | 1        | 2      | 4     | .        | 105           |
| Ride on the Light (Hi Great Mix)     | Mr. T                              | Power Fusion       | 2        | 4      | 5     | 5        | 150           |
| Rislim                               | ric                                | New Romantic       | 2        | 4      | 6     | .        | 130           |
| Sanctus                              | Osamu Kubota                       | Rock Opera         | 1        | 3      | 5     | .        | 160           |
| Something Wonderful                  | L.E.D.                             | Epic Trance        | .        | 4      | 5     | .        | .             |
| Sometime                             | Aya                                | Soundtrack         | 2        | 2      | 5     | 5        | 150           |
| Spin the Disc                        | Good-cool                          | House              | 3        | 5      | 7     | 7        | 130           |
| Still in my Heart                    | Naoki                              | Hyper Euro Beat    | 2        | 4      | 6     | 6        | 150           |
| Still my Words                       | TaQ feat. Meg                      | Ambient            | 2        | 3      | 4     | .        | 136           |
| Sync                                 | OutPhase                           | Trance             | 3        | 6      | 6     | 7        | 167           |
| Tablets                              | sampling masters                   | Rave               | 3        | 4      | 6     | 6        | 180           |
| Tangerine Stream                     | dj Taka                            | House              | 1        | 2      | 2     | .        | .             |
| Tengoku No Kissu ~dj Taka's Style~   | Othello                            | Euro Trance        | 3        | 3      | 5     | .        | 150           |
| The Big Voyager                      | L.E.D.                             | Goa Trance         | 3        | 5      | 7     | 7        | 147           |
| The Cube                             | DJ Suwami                          | Drum'n'Bass        | 2        | 4      | 6     | 6        | 178           |
| The Shining Polaris                  | L.E.D. feat. Sana                  | Epic Trance        | 2        | 4      | 6     | 6        | 147           |
| Theme of Denjin J                    | L.E.D.                             | Nu-Nrg             | .        | 5      | 6     | .        | .             |
| Time Is Money                        | Good-cool                          | Jazz               | 2        | 2      | 3     | .        | 110           |
| V                                    | Taka                               | Progressive        | 3        | 5      | 7     | 7        | 150           |
| Vienna                               | Osamu Kubota                       | Piano Ambient      | 2        | 4      | 5     | .        | 115           |
| Virtual Mind                         | Brian Morris feat.Thomas           | Hip Hop            | 3        | 3      | 6     | 6        | 128           |